# Jørgen Skouboe
Jørgen Skouboe Møller (født 29. oktober 1952[kilde mangler] i Råsted v. Randers) er et naturmenneske og autodidakt idémand. Jørgen har siden 1977 lavet adskillige tv-programmer for DR, bl.a. var han en af idémændene bag Dus med dyrene med Poul Thomsen som vært. Derudover har han lavet programmer som; DR-Derude, To fag frem, Frilandshaven med Anne Hjernøe og Nak & Æd med Nikolaj Kirk. Jørgen er tilhænger af det primitive liv. Han går op i at samle de lokale urter for årstiden, og at gå på jagt, og i det hele taget at lave alting selv, herunder at brygge sine egne øl og flette pil.

## Filmografi
- Frilandshaven (2004-2006)
- Nak & Æd (2010-2024)
- Mens vi venter på at dø (2011)